# خدمات هواشناسی کانادا
خدمات هواشناسی کانادا(به انگلیسی: Meteorological Service of Canada) بخشی از اداره محیط زیست کانادا است که وظیفهٔ اصلی آن فراهم کردن اطلاعات هواشناسی، پیش‌بینی آب‌وهوا، هشدارهای هواشناسی و دیگر خطرات محیط زیستی است. این اداره همچنین بر روی اقلیم، علوم جوی و کیفیت هوا، کیفیت آب، یخ و مشکلات محیط زیستی نظارت کرده و پژوهش می‌نماید. خدمات هواشناسی کانادا دارای شبکه‌ای از ایستگاه‌های رادیویی در سرتاسر کانادا است که ۲۴ ساعته اطلاعات هواشناسی و محیطی را پخش می‌کند. این رادیو، رادیو آب‌وهوای کانادا نام دارد.